# Amphibalanus eburneus
Espèce
Synonymes
- Balanus eburneus Gould, 1841

Amphibalanus eburneus (anciennement Balanus eburneus - protonyme), la balane ivoire, est une espèce de crustacés cirripèdes introduite dans les eaux européennes où sa distribution n’est probablement pas encore stabilisée. Elle est à rechercher dans les eaux soumises à dessalure (estuaires, baies abritées, ports).

## Historique
Amphibalanus eburneus est une balane originaire des côtes est de l’Amérique, depuis le Massachusetts, jusqu’aux côtes caribéennes de l’Amérique du Sud, sur les îles et le Venezuela .
Probablement introduite en Europe au cours du vingtième siècle, elle est signalée au Pays basque en 1957 et en de nombreux points dispersés sur le pourtour méditerranéen. On la rencontre actuellement au nord du golfe de Gascogne (réf : photo taxobox).
Amphibalanus eburneus a également été transportée dans le Pacifique, l’océan Indien et la mer Caspienne.

## Description
Amphibalanus eburneus est une balane de taille relativement grande (elle atteint un diamètre basal et une hauteur de 20 à 30 mm), à muraille lisse de couleur blanche ou crème.
L’ouverture, bien élargie côté rostral est presque triangulaire car les plaques latérales sont relativement courtes et courbes.
Les scutum présentent des stries de croissance à disposition concentrique croisées par des lignes longitudinales qui divergent à partir de l’extrémité postérieure (côté tergum) vers le bord antérieur (rostral). Ils ont donc un aspect treillisé (qui peut être masqué par des épibiontes : algues, bryozoaires, etc.) qui se fixent sur les poils de l’épiderme.
Le bord basal des tergum présente une profonde échancrure en arrière de l’éperon, il arrive cependant que cette échancrure soit très atténuée, voire absente.
Les languettes tergo-scutales, peu saillantes sur le vivant, présentent des taches et des bandes marron sur un fond blanc ou crème.
Les caractères ci-dessus permettent de distinguer Amphibalanus eburneus de Amphibalanus improvisus qui lui ressemble beaucoup, à l’état jeune, et peut se trouver dans les mêmes milieux. Lorsqu’ils ne sont pas évidents, on peut avoir recours à des détails propres aux appendices pour établir la distinction.
La base est calcifiée, mince et poreuse.

## Reproduction
La reproduction a lieu du printemps à l’automne (mars à novembre) en Amérique du Nord (Newport, Caroline du Nord) . Il n’y a pas d’informations disponibles pour l’Europe.
Le développement larvaire comporte invariablement six stades nauplius et un stade cypris .

## Écologie
Amphibalanus eburneus est une espèce très euryhaline, qui peut vivre en eau « presque douce ». Elle se fixe sur divers matériaux solides, dont les coques des navires, ce qui explique sa large dispersion dans le monde.